# Termésplatina
A termésplatina a terméselemek ásványosztály fémek alosztályán belül a rutilcsoport (Ru-,Pt-csoport)  ásványcsoport  tagja. Több mineralógus szerint önálló platinasorozat névadó tagja. Kristályai szabályos rendszerben alakulnak ki, de megjelenésére a kristályos forma nem jellemző, a köbös kristályalak csak fém-mikroszkóp alatt ismerhető fel. A lelőhelyeken szabálytalan szemcsék, törmelékes görgetegek és apró pikkelyek formájában fordul elő, gyakran más terméselemek szennyezik. Magas az olvadási hőmérséklete: 1775 °C, nem oxidálódik, a savaknak, lúgoknak ellenáll, lágy jellege miatt könnyen megmunkálható, Gyakran használják más nemesfémek ötvözeteként. Felhasználása az ékszeriparon kívül orvosi műszerekben és elektronikai berendezésekben történik.

## Keletkezése
Likvidmagmás keletkezésű, vagyis a magma megszilárdulási folyamatának kezdetekor magas hőmérsékleten képződik. Ultrabázikus mélységi magmás kőzetekben járulékos kőzetalkotó ásvány lehet.
Hasonló ásványok: termésezüst.

## Előfordulásai
Oroszország területén az Ural-hegységben és Közép-szibériai területeken, jelentős előfordulás található Nyizsnyij Tagilszk közelében.  Az Amerikai Egyesült Államok Alaszka szövetségi államában, Kanada Ontarió tartományában. A Dél-afrikai Köztársaság területén Bushvald közelében. Dél-Amerikában Peru és Kolumbia területén. Nagyobb előfordulások ismertek Új-Zéland területén.
Kísérő ásványok: kalkopirit, kromit, pentlandit és pirrhotin.

## Hazai előfordulásai
Az Átalér-patak hordalékában Tata közelében pikkelyes lemezkéi ritkán megtalálhatók.